# Spermophilus citellus
Il citello comune o spermofilo comune (Spermophilus citellus (Linnaeus, 1766), syn.: Citellus citellus) è un roditore della famiglia degli Sciuridi (Sciuridae) che abita principalmente nelle aree steppiche e nelle praterie. È diffuso nelle steppe dell'Europa sud-orientale dall'Austria e da alcune parti dei Balcani alla Turchia.

## Descrizione

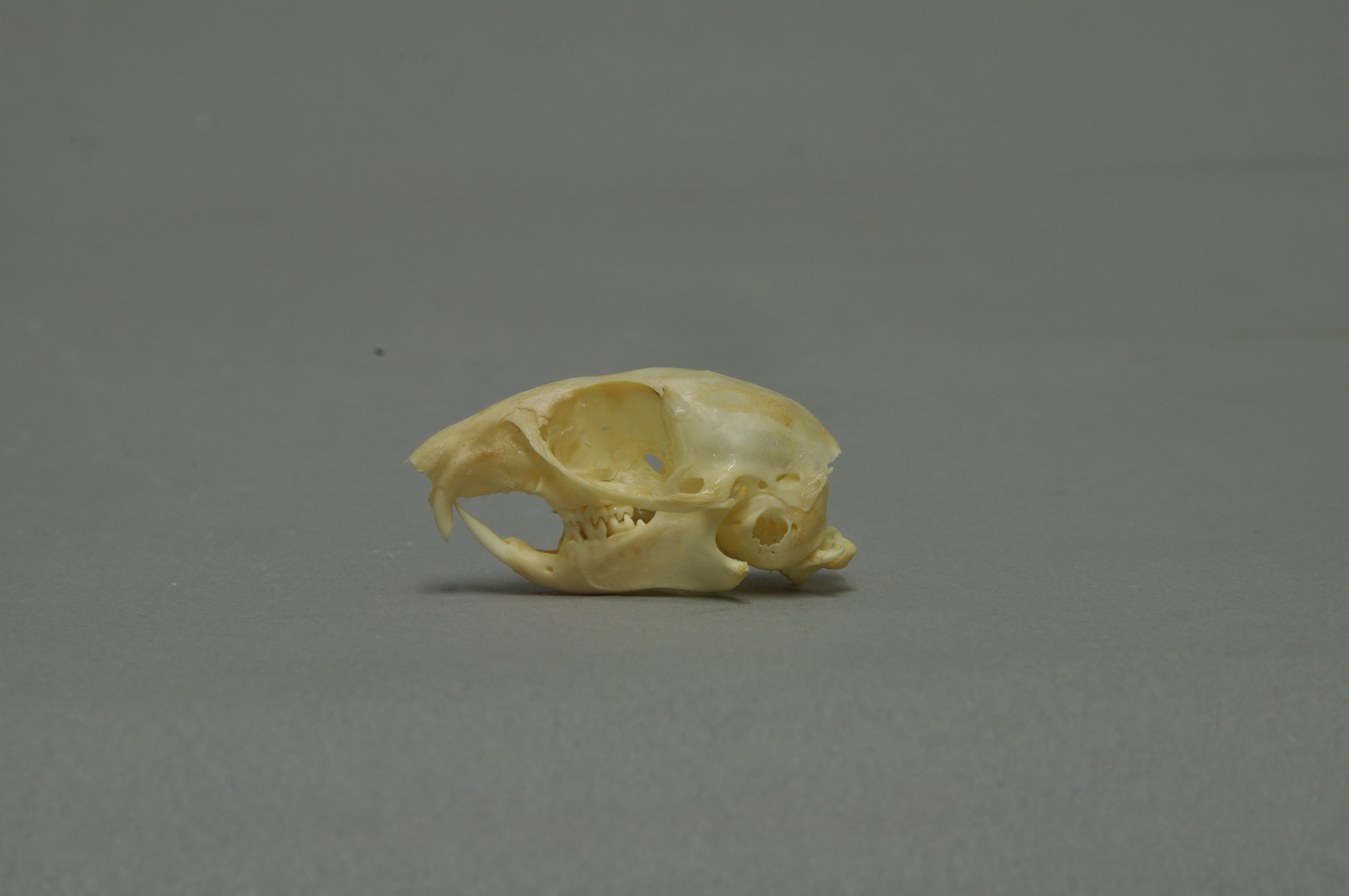
Il cranio (museo di Wiesbaden).

Il citello comune presenta una lunghezza di 18-23 centimetri, coda esclusa. Quest'ultima, relativamente lunga e pelosa, misura 5,5-7,5 centimetri. Il peso oscilla tra 200 e 430 grammi, a seconda della stagione, e le zampe sono relativamente corte. La pelliccia, di colore giallo-grigiastro sul dorso, è ricoperta di macchie bianco-giallastre, assenti sui lati del corpo. Il pelo si schiarisce leggermente sul ventre, di colore giallastro. La fronte e la sommità del capo sono un po' più scure rispetto al dorso. Gli occhi, scuri, sono contornati da un anello più chiaro.
Come tutte le specie del suo genere, ha un unico incisivo a scalpello per emimascella, seguito da uno spazio privo di denti (diastema). Seguono due premolari e tre molari. Al contrario, sulla mascella inferiore vi è un solo premolare per lato. Complessivamente vi sono 22 denti.
Insieme al citello dell'Asia Minore (Spermophilus xanthoprymnus), al citello del Tauro (S. taurensis), al souslik (S. suslicus), al citello della Dauria (S. dauricus) e al citello dell'Alashan (S. alashanicus), il citello comune appartiene a un gruppo di citelli molto difficili o addirittura impossibili da distinguere anatomicamente e identificabili solo per le diverse aree di distribuzione. Il citello dell'Asia Minore, presente in Turchia proprio come il citello comune e quello del Tauro, si differenzia da loro, ad esempio, per la coda più corta e alcune caratteristiche del cranio. Tuttavia, una determinazione affidabile della specie è possibile solo attraverso misurazioni comparative del cranio o analisi genetiche.

## Distribuzione e habitat
Il citello comune è originario delle steppe dell'Europa sud-orientale, della Turchia e di parte dei Balcani. Ne esistono popolazioni anche in Austria (ad esempio nella landa di Perchtoldsdorf vicino a Vienna e nella landa di Rafinger, a Pulkau) e sui monti della Boemia centrale in Repubblica Ceca. L'unica popolazione in Germania sopravvisse fino al 1950 circa nei pressi di Oelsen sui Monti Metalliferi orientali. Un tentativo di reintrodurre i citelli vicino a Rudolphsdorf, al confine con la Repubblica Ceca, è stato abbandonato nel 2016 dopo undici anni. Sembrano invece prosperare meglio le popolazioni allevate in cattività (parco «Osterzgebirge» di Geising-Hartmannmühle, zoo di Norimberga, giardino zoologico di Riesa).
In Turchia, oltre al citello comune, vivono anche il citello dell'Asia Minore e il citello del Tauro, che è stato descritto solo nel 2007 e veniva considerato una semplice popolazione di citello comune: pertanto, il citello comune è limitato alla parte europea del paese, a ovest del Bosforo. Spermophilus taurensis, invece, è diffuso nella parte orientale dei monti del Tauro, per cui il suo areale si sovrappone solo nella parte settentrionale a quello del citello dell'Asia Minore, dove entrambe le specie sono parapatriche.

## Biologia
I citelli comuni vivono in tane che lasciano durante il giorno per andare in cerca di cibo. Si nutrono principalmente di parti verdi delle piante, fiori e semi; a seconda della disponibilità, integrano la loro dieta con radici, tuberi e cipolle. Nemmeno invertebrati come insetti e lombrichi vengono disdegnati. Alla fine dell'estate, contrariamente ad altri citelli e al criceto comune, accumulano scorte solo di rado; al contrario, intensificano il consumo di cibo. Questo, assieme a cambiamenti nel metabolismo, porta all'accumulo di depositi di grasso sul corpo. Quando hanno accumulato riserve di grasso sufficienti, vanno in letargo per diversi mesi da fine agosto/inizio settembre a marzo o aprile dell'anno successivo. Le femmine di citello raggiungono in genere la maturità sessuale dopo il loro primo letargo e danno alla luce da 2 a 10 piccoli ogni anno.
Nonostante i movimenti frenetici propri degli scoiattoli e la costante prontezza alla fuga, i citelli possono ridurre la loro naturale timidezza verso gli umani. In tali casi, questi animali possono essere nutriti manualmente e persino arrampicarsi su persone sedute o sdraiate. I citelli risultano particolarmente carini agli occhi dell'uomo quando fanno capolino dalla tana, tengono il cibo con le zampe anteriori e si sollevano frequentemente sulle zampe posteriori; particolarmente irresistibile è la loro espressione facciale insolitamente pronunciata, anche per un roditore.

## Tassonomia

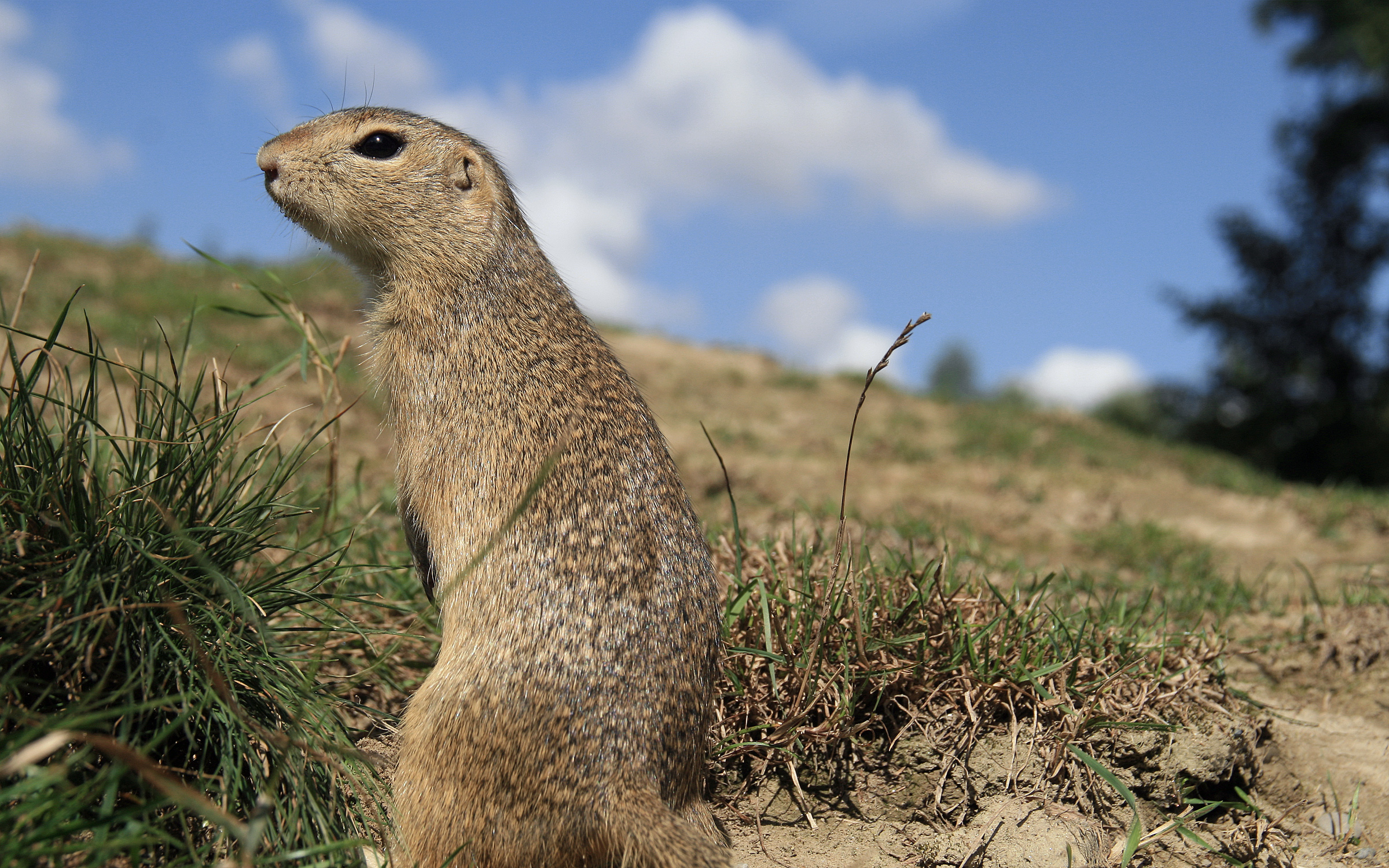
Citello comune nel parco nazionale Danubio-Auen.

Il citello comune viene classificato come specie indipendente all'interno del genere Spermophilus, del quale costituisce la specie tipo. Attualmente, a seguito di una revisione tassonomica, nel genere Spermophilus vengono classificate 15 specie
La prima descrizione scientifica venne effettuata nel 1766 da Linneo, che descrisse la specie nella XII edizione del suo Systema Naturae a partire da alcuni individui provenienti dall'Austria; la località tipo è stata in seguito limitata al Wagram nella Bassa Austria. Linneo battezzò il citello comune Mus citellus e lo assegnò pertanto allo stesso genere dei topi. Nel 1825 la specie venne descritta da Frédéric Cuvier nel suo trattato sui denti dei mammiferi (Des dents des mammifères, considérées comme caracteres zoologiques) come tipo nomenclaturale del genere Spermophilus e chiamata per la prima volta Spermophilus citellus, nome con cui è nota ancora oggi. Allo stesso tempo, erano già stati introdotti il nome generico Citellus e il nome scientifico Citellus citellus, coniati nel 1816 da Lorenz Oken nella sua opera di storia naturale Okens Lehrbuch der Naturgeschichte. Tuttavia, tutti i nomi coniati da Oken furono invalidati dalla Commissione internazionale sulla nomenclatura zoologica (ICZN) nel 1956 perché non seguivano la nomenclatura linneana. Ciò fa di Spermophilus l'unico nome generico valido.
All'interno della specie si distinguono quattro sottospecie, compresa la forma nominale. Nel corso degli anni sono state descritte in tutto otto sottospecie, la maggior parte delle quali sono ora considerate sinonimi delle quattro sottospecie accettate. Tuttavia, poiché i dati craniometrici di queste sottospecie sono incoerenti, sarebbe necessaria una revisione tassonomica al riguardo.
- S. c. citellus Linnaeus, 1766, la forma nominale, diffusa in Austria, Repubblica Ceca, Slovacchia e Ungheria;[8]
- S. c. gradojevici Martino, 1929, diffusa in Macedonia. Ha una colorazione giallo paglierino sul dorso e giallo sabbia sul ventre. La banda scura davanti alla punta della coda è più marrone che nera.[8] S. c. karamani è considerato un sinonimo.[3]
- S. c. istricus Calinescu, 1934, diffusa nelle pianure del Danubio inferiore in Romania. Ha il dorso punteggiato da vistose macchie bianche.[8] S. c. laskarevi è considerato un sinonimo.[3]
- S. c. martinoi Peshchev, 1955, diffusa in Bulgaria.[8] S. c. balcanicus e S. c. thracius sono considerate sinonimi.[3]

Il nome Spermophilus deriva dalle parole greche spermatos, «seme», e phileo, «amore», ed è traducibile come «amante dei semi». L'appellativo specifico citellus deriva dalla forma latinizzata del termine tedesco «Ziesel», con cui viene chiamato questo animale.

## Conservazione

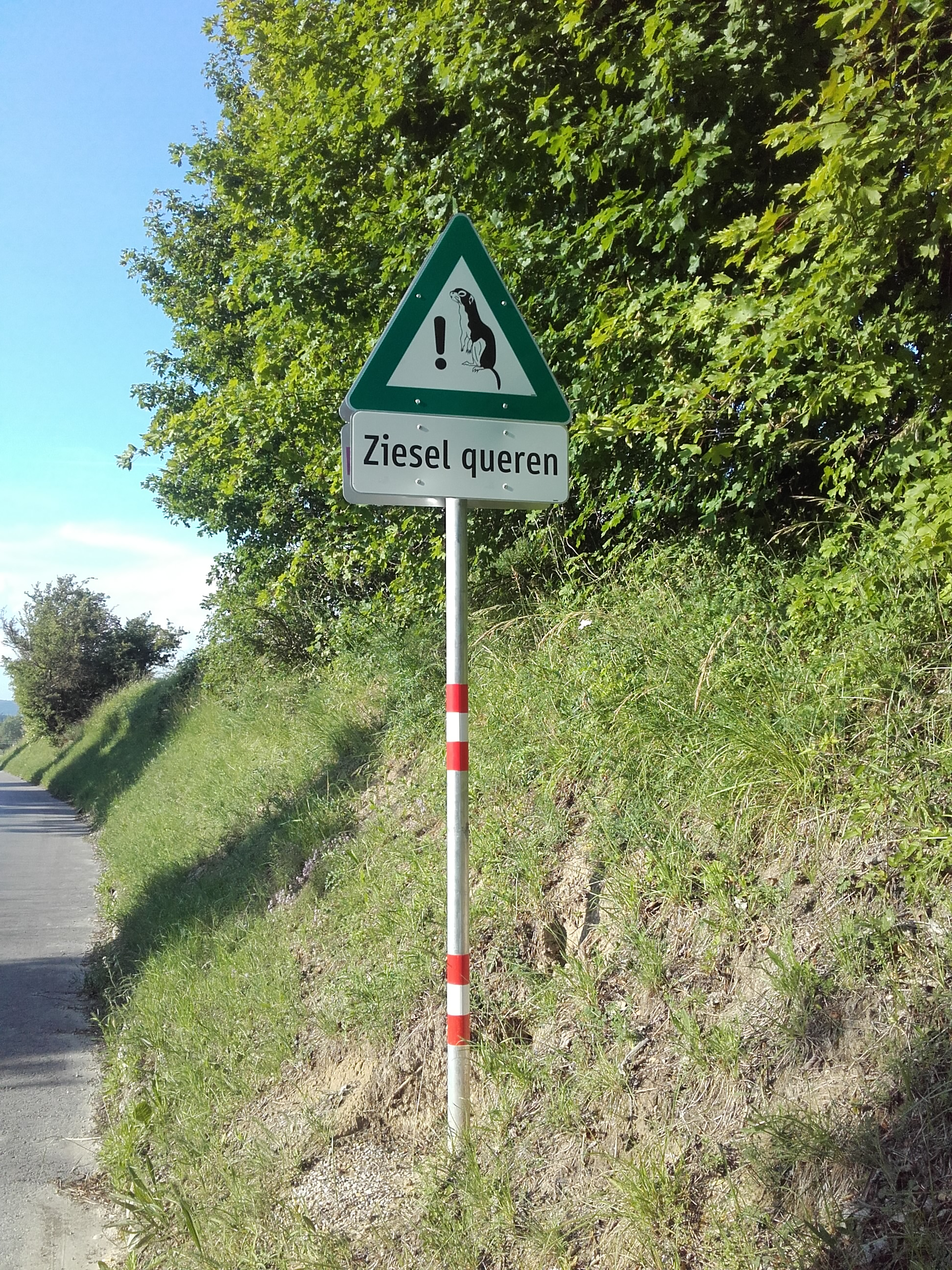
Segnale di pericolo di «attraversamento citelli» a nord di Stammersdorf.

Il citello comune viene elencato come «specie in pericolo» (Endangered) nella Lista rossa delle specie minacciate della IUCN. È protetto dalla normativa europea e figura nelle Appendici II («Specie di interesse comunitario, per la cui conservazione devono essere designate aree di protezione speciale») e IV («Specie di interesse comunitario da proteggere rigorosamente») della Direttiva Habitat stabilita dall'UE. La specie è considerata «in pericolo» (EN) anche nella Lista rossa dell'Austria. Ciononostante, nell'area urbana di Vienna il citello è più numeroso che mai: nel 2016 ve ne sono stati censiti quasi 10000.